# Bastiglia
Bastiglia település Olaszországban, Emilia-Romagna régióban, Modena megyében. Lakosainak száma 4185 fő (2023. január 1.). Bastiglia Bomporto, Modena és Soliera községekkel határos.

## Népesség
A település népessége az elmúlt években az alábbi módon változott:
| Lakosok száma | 4228 | 4234 | 4185 |
|               | 2017 | 2018 | 2023 |